# Obrajes
La Villa Ingavi de Obrajes, llamada simplemente Obrajes, es un barrio ubicado al sur de la ciudad de La Paz, sede de gobierno de Bolivia. Está rodeado por los barrios o zonas de: Bajo Llojeta, Kantutani, Miraflores Sud, Cuarto Centenario, Alto Obrajes, Bella Vista y Següencoma.  
Se accede a éste por el final de la Av. Del Libertador que se convierte en la Av. Hernando Siles su vía principal, que termina en la Av. Roma de la zona de Bella Vista; también se puede acceder por las avenidas colaterales como: la Av. 14 de septiembre que comienza al final de la Av. Los Leones o, por la Av. Héctor Ormachea que inicia al final de la Av. Mscal. Bilbao Rioja (Kantutani) y corre paralela a la Avenida Costanera hasta la calle 16; a la vez, por la calle 17 y la Av. Roma la conectan con Bella Vista, también esta última con Calacoto y La Florida.

## Toponimia
Su denominativo se debe a la instalación de manufacturas en su área, poco después de la fundación de la ciudad de La Paz; los llamados obrajes o el obraje, era un centro de trabajo y producción bastante próspero durante los siglos XVI, XVII y parte del XVIII, donde se confeccionaban textiles, carpintería, platería, cestería y alfarería para los habitantes, no sólo de la ciudad de La Paz y su región, sino de buena parte de la Audiencia de Charcas y regiones más allá de ésta como: Arequipa, Puno, Cusco, Salta, Córdoba y Tucumán.
Con el paso del tiempo mantuvo ese denominativo como genérico acompañado de otras denominaciones a través del tiempo. 
El barrio se consolidó como una zona urbana en las primeras décadas de los años de 1950, siendo hoy una zona bastante dinámica económicamente y relativamente próxima al centro de La Paz.

## Historia

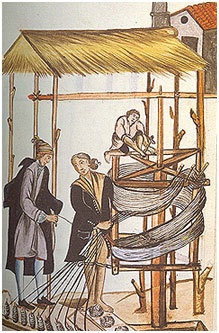
Un taller de Obraje colonial en Perú.

El valle de Saillamilla en el que se encuentra el barrio, tiene una altura inferior a la del centro de la ciudad de La Paz, oscilando entre 3390 y los 3200 m.s.n.m. Durante la época de la fundación existían en este sector aguas termales. 
Durante los primeros años tras la fundación de la ciudad de La Paz, dos ciudadanos: Juan de Rivas y Hernando Chirinos, solicitaron una licencia para establecer el obraje, licencia que se les fue otorgada, la misma se halla registrada entre las actas capitulares de la ciudad de La Paz de 1548 a 1554, y dice al respecto: 
"y luego incontinente apareció Hernando Chirinos presente en el dicho Cabildo vecino de esta ciudad y presentó una petición firmada del susodicho y de Juan de Rivas, alcalde ordinario que está presente diciendo cuanto convendría fundar Obrajes por la gran falta que había de paños y tejidos para vestirse la gente común y de herruelo de esta ciudad y la utilidad  que se seguiría a esta república y sus convecinos de que se fundasen obras y obrajes y que tenía elegido sitio muy apropiado para su fundación que era en una tierras vacas de su magestad llamada Saillamilla (…) hubimos por bien darles la dicha licencia como por la presente se la damos en virtud de los privilegios y la facultad que ha concedido su majestad el emperador don Carlos nuestro señor a este cabildo…”.

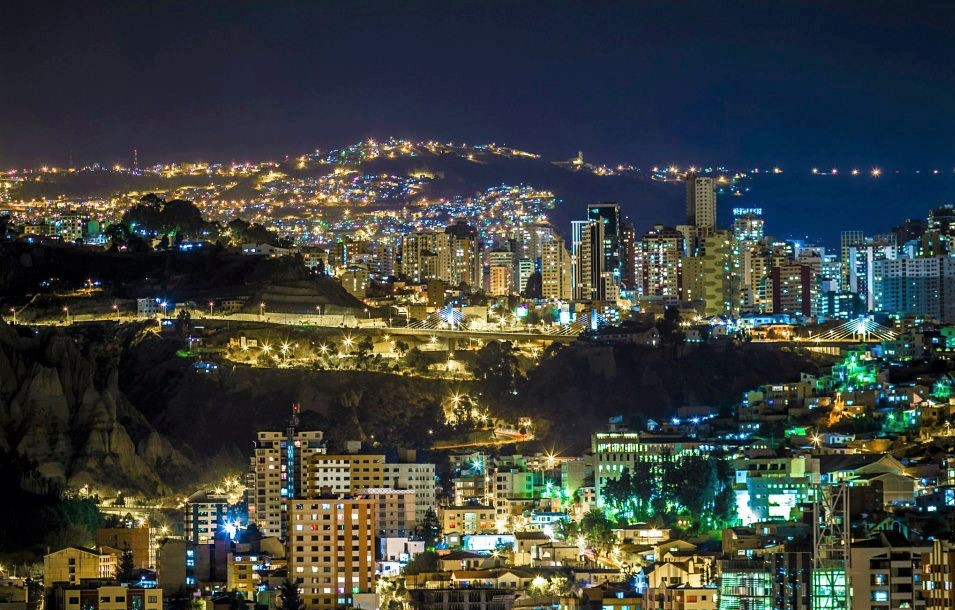
Una vista nocturna desde Obrajes a parte de los puentes trillizos, San Jorge, el Centro paceño, Villa Pabón, La Caja de Agua y el bosquecillo de Cusipata.

Tras la muerte de los propietarios los talleres instalados en a zona empezaron a decaer por las peleas de sus herederos, finalmente los telares pasaron a administración jesuita quienes gestionaron una Cédula Real de 1751 que les  autorizó a construir 80 telares y 18 hornos para la fabricación de cordellates, pañetas, bayetas y frazadas a la vez los oficios de alfarería, carpintería y ebanistería, platería y cestería, siendo el área de provisión de "obras y manufacturas" más famoso de la provincia de Charcas e incluso del virreinato del Perú.   
La industria textil ante todo fue la más próspera llegando a abastecer a las ciudades del norte argentino y sur peruano, que con la expulsión de los jesuitas en 1767 la industria decayó, siendo los terrenos subastados y dando lugar a las futuras ocupaciones que dejaron atrás el carácter industrial del sector.   
A partir del primer cuarto del siglo XX, el establecimiento de esta zona como residencial, despuntó a la urbanización de la actual "zona sur" para consolidarse a partir de los años de 1950 en parte de la mancha urbana, dejando su condición de cantón de provincia para ser otro distrito del municipio de la Sede del Gobierno, convitiéndose en uno de los más grandes de la ciudad de La Paz: el "Macro Distrito Sur" que tiene a la sede de sus oficinas en esta zona.

## Características

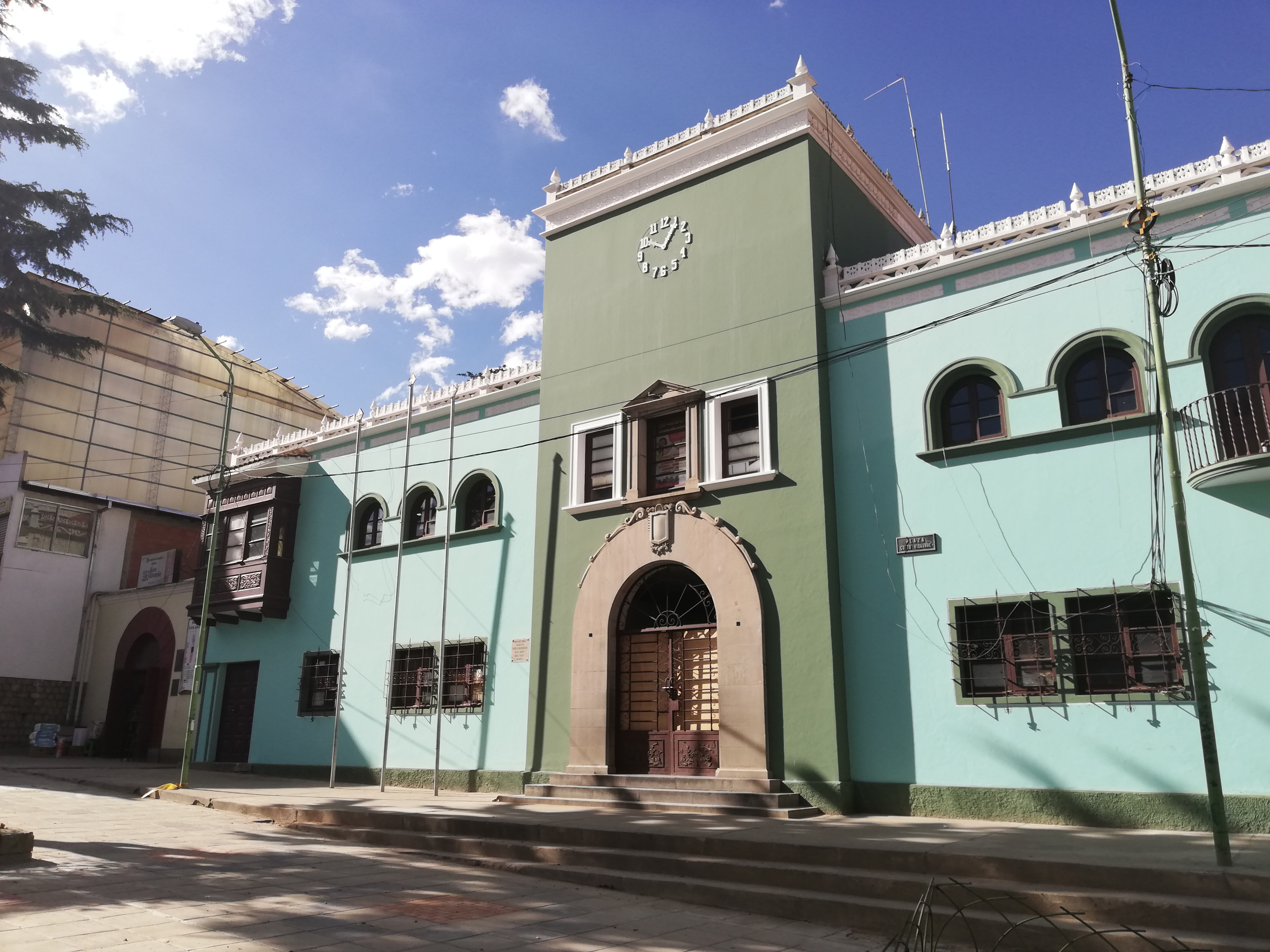
Subalcaldía del Macro Distrito Sur, ubicada en Obrajes.

En los años posteriores en que la zona fue evolucionando de acuerdo a las necesidades de expansión de la ciudad, convirtiéndose para inicios del siglo XIX en una zona de haciendas, palacetes y residencias elegantes con espacios producción agrícola, bajo el nombre de Villa Ingavi, después Villa Alianza o La Alianza, posteriormente denominarla como Villa Ingavi de Obrajes, tal como constan en sus placas conmemorativas ubicadas en sus plazas e infraestructuras municipales que, con la siguiente ola expansión urbana para mediados del siglo XX, su urbanización fue completa; de esta manera Obrajes consolidó su carácter residencial, estableciéndose en su área, residencias diplomáticas, instituciones educativas y domicilios residenciales particulares de los cuales muchos se han convertido al día de hoy hoy en patrimonio de la ciudad. Finalmente el siglo XXI, supuso la edificación masiva de torres multifamiliares y empresariales que desplazan paulatinamente la arquitectura tradicional de la zona.

### Equipamiento e infraestructura vial

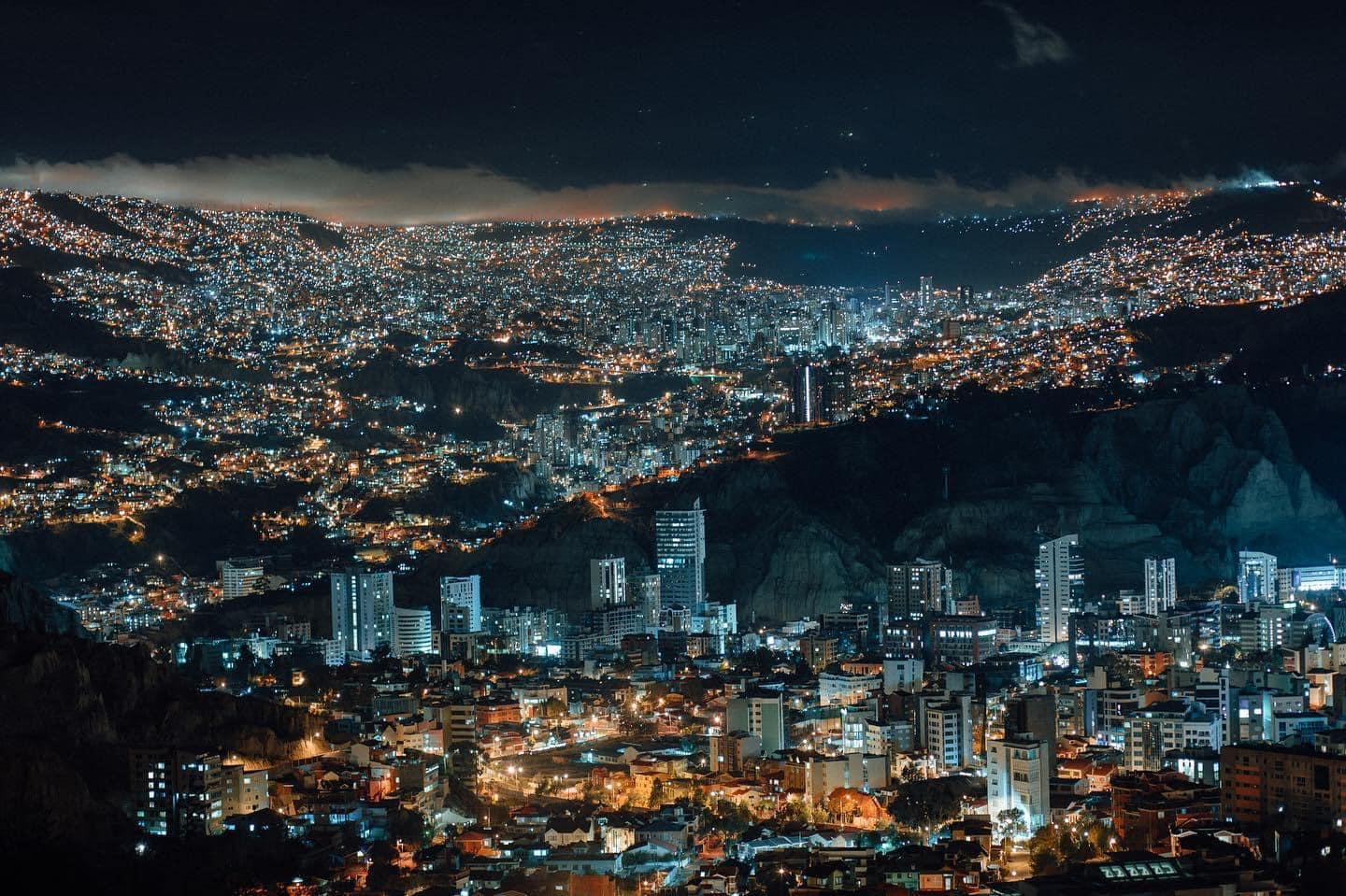
Obrajes, visto desde el bosquecillo de Auquisamaña, rodeado por la serranía de Bella Vista y las zonas de Calacoto (abajo) Següencoma, Llojeta, Kantutani, Sopocachi, San Jorge, Cuarto Centenario y Alto Obrajes. De fondo se puede apreciar el Centro paceño partes de Miraflores y Villas San Antonio y Armonía.

En la zona de Obrajes se hallan diferentes equipamientos urbanos como la Subalcaldía de la Zona Sur y su plaza San Antonio, la Piscina Municipal ADENALP, la plaza Italia (de La Loba), la plaza 16 de julio (de La Exaltación antes plaza N. Campero), el Boulevard Capra (avenida Costanerita), el Club Hípico Los Sargentos, el Gran Centro Mario Mercado (ex Club Bolivar), el Hospital Metodista (ex Clínica Americana) y la Universidad Católica Boliviana "San Pablo", además de numerosas escuelas privadas y públicas, agencias bancarias, supermercados y establecimientos de salud.    
Las vías principales de la zona son las avenidas 14 de septiembre y Hernando Siles, que forman parte del eje estructurante de la ciudad conectándose con las avenidas de Los Leones, Del Libertador y Roma respectivamente; a la vez las avenidas Costanera y Héctor Ormachea que se concectan con la avenida Mscal. Bilbao Rioja (Kantutani).

### Conjunto patrimonial Obrajes
El conjunto de residencias y espacios públicos declarados como patrimonio por el Gobierno Autónomo Municipal de La Paz recibe el nombre de Conjunto Patrimonial Obrajes. Se caracteriza por  edificaciones de estilo republicano, academicista, californiano y neocolonial, así como arquitectura racionalista identificable en las viviendas construidas en la segunda mitad del siglo XX.

Edificaciones y espacios patrimoniales en la zona de Obrajes
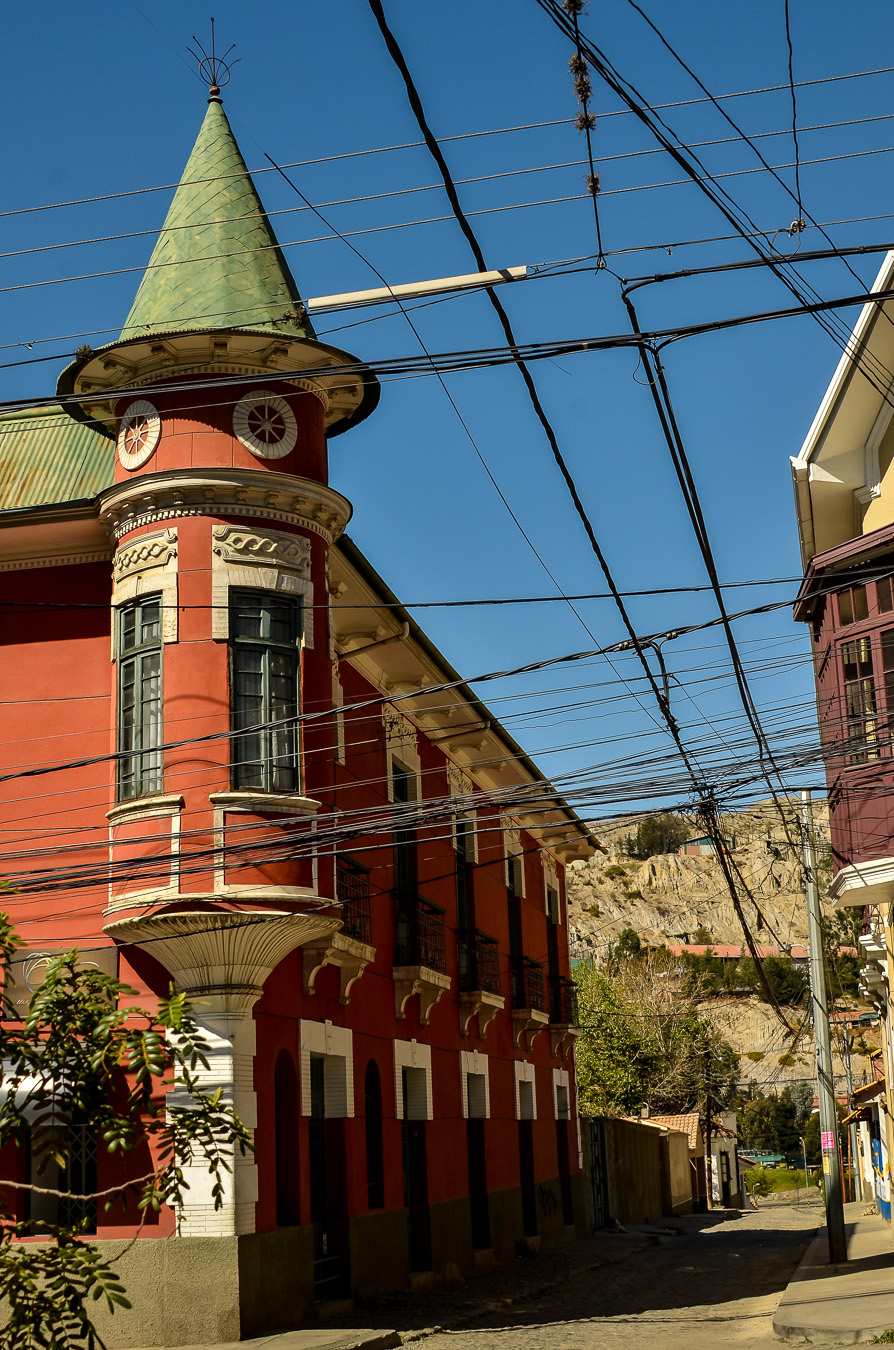
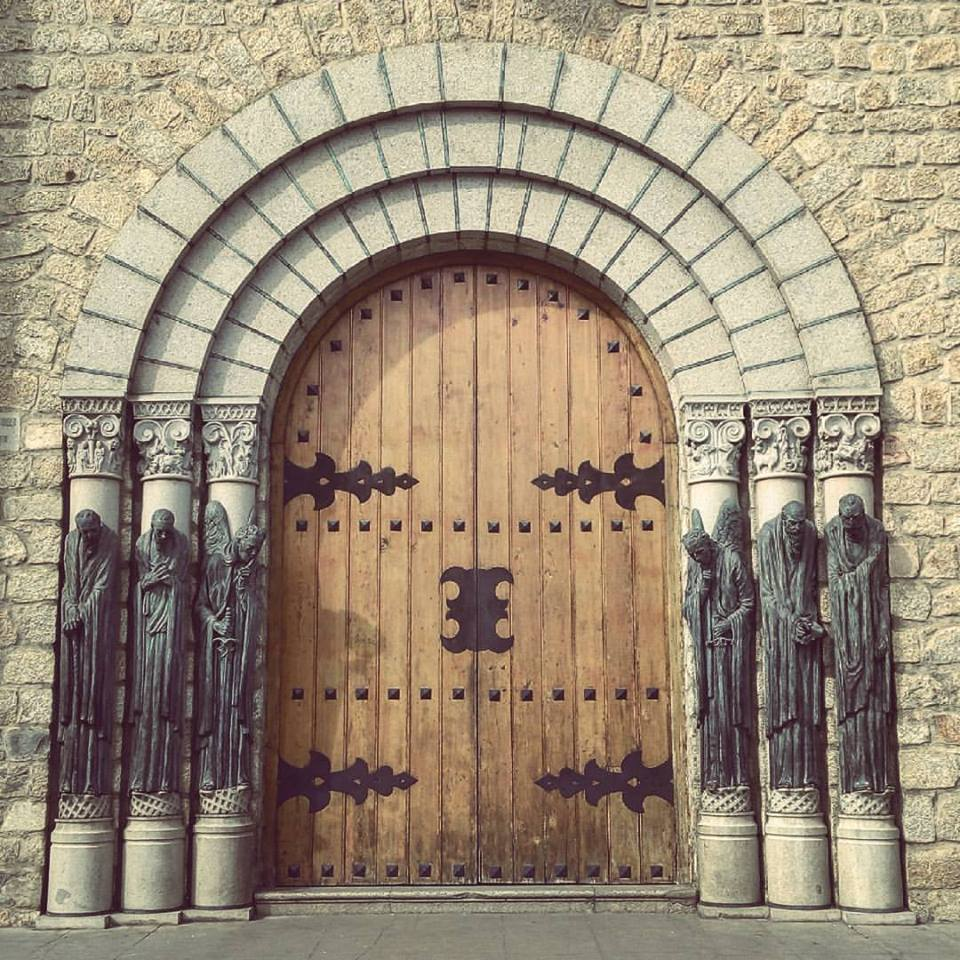
Portada  de la Iglesia de Obrajes.
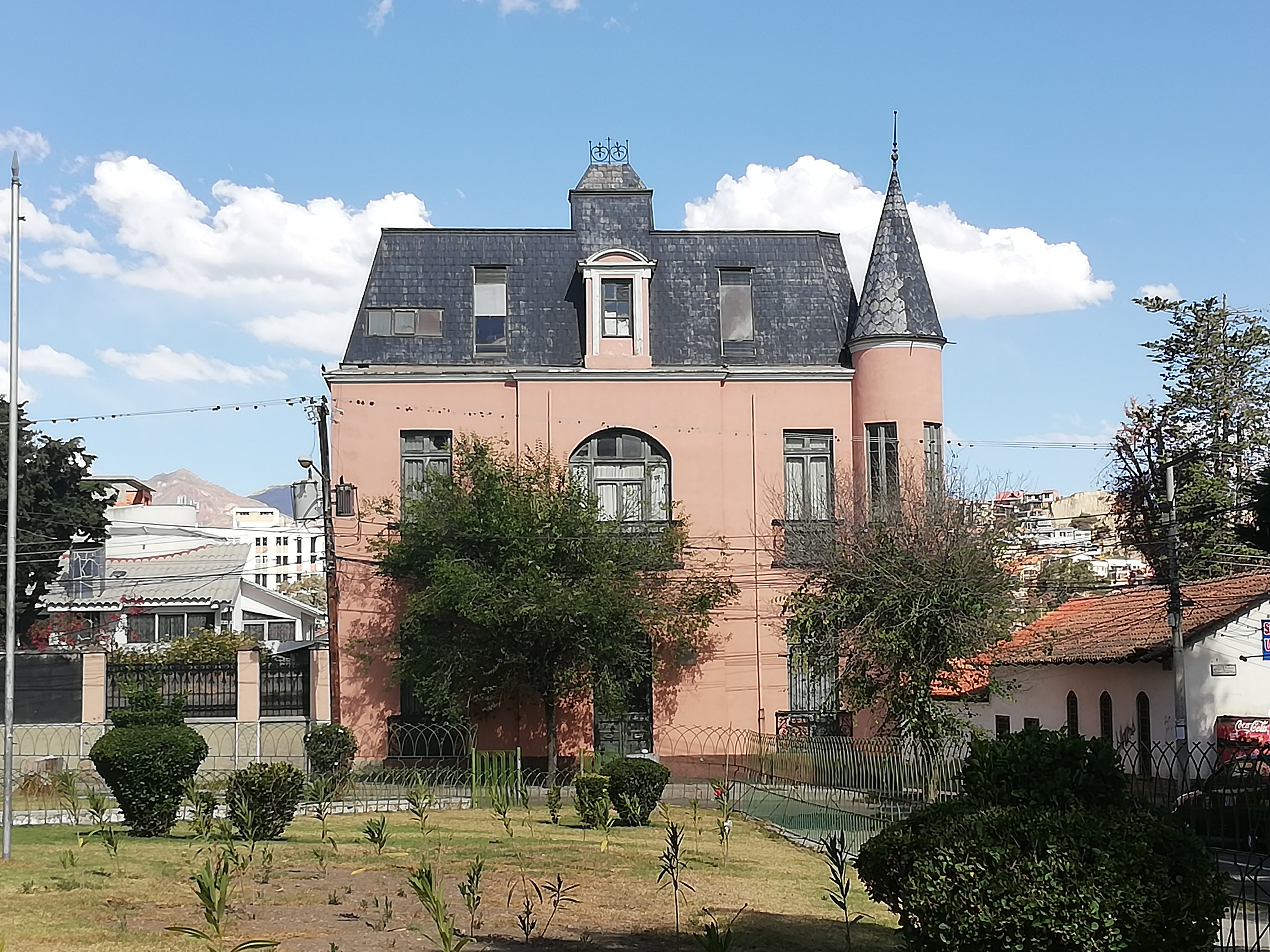
Vivienda en la Plaza 16 de julio
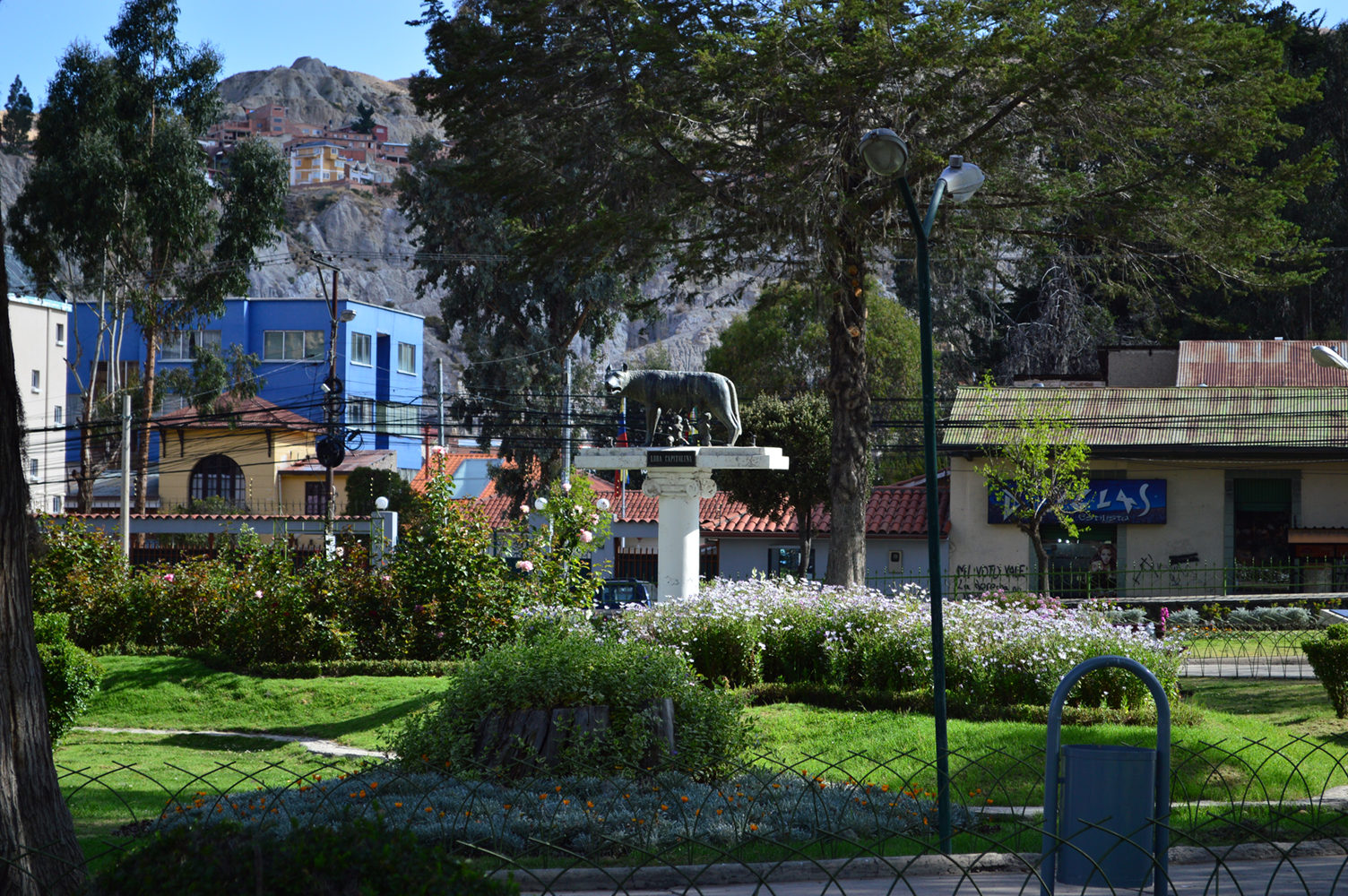
Plaza Roma